# Sociale kwaliteit
Sociale kwaliteit kan worden gedefinieerd als 'de mate waarin burgers in staat zijn om deel te nemen aan het sociale en economische leven, onder condities die hun welbevinden en individuele potenties stimuleren'. Het concept is opgebouwd en kan worden geanalyseerd in vier componenten: zelfredzaamheid, sociale cohesie, sociale insluiting en sociaaleconomische zekerheid. 

## Achtergrond van het begrip
Het idee sociale kwaliteit als een begrip te gaan hanteren is ontstaan in het midden van de jaren ’90, in een serie van wetenschappelijke en politieke bijeenkomsten in Europa. De wetenschappelijke en politieke overtuiging die de bedenkers samenbracht is dat traditionele benaderingen van beleidsvorming, waarbij sociaal beleid ondergeschikt is aan economisch beleid en men uitgaat van een top-down vorm van governance, niet de goede basis bieden voor het creëren van een sociaal rechtvaardig Europa, waarin de behoeften en voorkeuren van de burger goed worden gerepresenteerd.
Het begrip is in 1997 gelanceerd onder het Nederlandse voorzitterschap van de EU. Het begrip is bedoeld om het mogelijk te maken zowel economische als sociale ontwikkeling meetbaar te maken, op elk niveau binnen de EU, van supranationaal tot individueel. Buiten Nederland heeft men in verschillende steden reeds ervaring opgedaan met het gebruik van het begrip. Ook in Nederland hebben verschillende gemeenten de sociale kwaliteit in kaart gebracht. 

## Het sociale kwaliteit kwadrant
Sociale kwaliteit is een veel omvattend concept met betrekking tot de kwaliteit van het dagelijks leven van mensen. De basis van de theorie is de continue spanning tussen twee bekende contrasten. Aan de ene kant is dat het contrast tussen het micro- en macroniveau en aan de andere kant tussen de wereld van organisaties en informele verbanden. In de onderstaande figuur staan de continuï uitgezet in een kwadrant. 

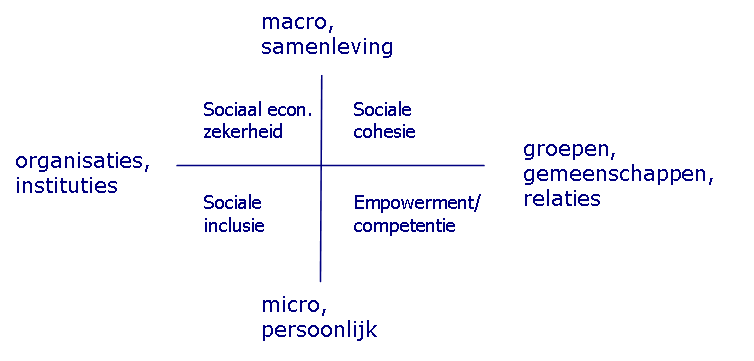
Kwadrant Sociale Kwaliteit

Het niveau van sociale kwaliteit dat wordt ervaren door burgers hangt van vervolgens af van vier sociale, economische en culturele karakteristieken van samenlevingen, organisaties, plaatsen en groepen. Deze worden allen ervaren en gemeten op het individuele niveau: 
- de mate van sociaal economische zekerheid;
- de mate van sociale insluiting (in plaats van uitsluiting);
- de mate van sociale cohesie en
- de mate van autonomie en zelfredzaamheid (Empowerment).

Deze vier conditionele factoren bepalen de mogelijkheden voor het creëren van sociale kwaliteit.

## Sociale kwaliteit ≠ sociaal kapitaal ≠ civil society
De begrippen sociale kwaliteit, sociaal kapitaal en civil society worden vaak door elkaar gehaald. Hoewel er overlap bestaat tussen de inhoud van deze begrippen is de betekenis niet hetzelfde.
- De term sociaal kapitaal is bekend geworden door de publicaties van politicoloog Robert Putnam. Volgens Putnam bestaat sociaal kapitaal uit sociale netwerken en de wederkerigheid van contacten tussen mensen (vrienden, buren maar ook vreemden) en het onderlinge vertrouwen dat daaruit voortvloeit. Putnam zet het begrip af tegen de begrippen fysiek kapitaal (vastgoed, infrastructuur, organisaties etc.) en economisch kapitaal (financiën, hulpbronnen, werk etc.). Dit onderscheid het begrip sociaal kapitaal van sociale kwaliteit. In het begrip sociale kwaliteit komen nadrukkelijk ook ‘hardere’ en niet relationele factoren aan bod als huisvesting, leefomgeving, financiële situatie, burgerrechten en voorzieningen.
- De term civil society of burgermaatschappij kan bondig worden omschreven als het institutionele domein van vrijwillige associaties. Het is een aanduiding van organisaties of instituties buiten de sfeer van de overheid, de markt en de verbanden van familie en vrienden. Mensen maken er vrijwillig deel van uit. Bij het begrip sociale kwaliteit spelen de overheid en de verbanden van familie en vrienden nadrukkelijk wél een rol. Het samenhangende stelsel van sociale voorzieningen (zorg, onderwijs, jeugd, arbeid, gezondheid, participatie, sport, et cetera) waarvoor de overheid verantwoordelijk is onderdeel van de sociale kwaliteit, maar niet van de civil society.

## Het meten van sociale kwaliteit
De onderzoekers Beck, Van der Maesen, Thomése en Walker stellen in hun overzichtswerk Social Quality: a vision for Europe dat het mogelijk is sociale kwaliteit te meten aan de hand van indicatoren. Deze stelling is door wetenschappers en beleidsmakers inmiddels bevestigd en getest.
Om de sociale kwaliteit te meten voor een bepaald gebied (land, provincie, stad, wijk) is het noodzakelijk eerst het begrip te definiëren en het vervolgens te operationaliseren. Omdat dit op verschillende manieren kan gebeuren is het onmogelijk hier een standaardmethode te geven. Hieronder staat wel een voorbeelduitwerking in tabelvorm:
| Kernbegrip          | Componenten                   | Domein inclusie     | Subdomein Soc. netwerken | Indicatoren familieleven           |
| ------------------- | ----------------------------- | ------------------- | ------------------------ | ---------------------------------- |
| Sociale kwaliteit → | Sociale inclusie →            | Sociale netwerken → | Familieleven →           | 1 % dat zich eenzaam voelt         |
|                     | Sociale cohesie               | Burgerrechten       | Vriendschappen           | 2 Frequentie contact met familie   |
|                     | Sociaaleconomische veiligheid | Voorzieningen       | Contact met buren        | 3 Niet-financiële hulp van familie |
|                     | Empowerment                   | Arbeidsmarkt        | Zelfredzaamheid          |                                    |

Voor een wetenschappelijk verantwoorde bespreking en toetsing van indicatoren wordt verwezen naar de artikelen van Neuborg, Herrmann, Keizer, Berman en Walker & Wigfield, alle te vinden via de site van de 'European Foundation on Social Quality’.  